# Isaac Mitima
Isaac Mitima (Kigali, 16 de diciembre de 1997) es un futbolista ruandés que juega en la demarcación de defensa para el Rayon Sport FC de la Primera División de Ruanda.

## Selección nacional
Hizo su debut con la selección de fútbol de Ruanda el 9 de septiembre de 2023 en un partido de clasificación para la Copa Africana de Naciones de 2023 contra Senegal que finalizó con un resultado de empate a uno tras el gol de Olivier Niyonzima para Ruanda, y de Mamadou Lamine Camara para Senegal.

## Clubes
| Club           | País   | Año       | Partidos | Goles |
| -------------- | ------ | --------- | -------- | ----- |
| APR FC         | Ruanda | 2018-2019 |          |       |
| Police FC      | Ruanda | 2019-2020 |          |       |
| Sofapaka FC    | Kenia  | 2020-2022 | 12       | 0     |
| Rayon Sport FC | Ruanda | 2022-     | 2        | 0     |